# Paréac
Paréac é uma comuna francesa na região administrativa de Occitânia, no departamento dos Altos Pirenéus. Estende-se por uma área de 2,42 km². Em 2010 a comuna tinha 67 habitantes (densidade: 27,7 hab./km²).